# Eurovision Song Contest 2015
La sessantesima edizione dell'Eurovision Song Contest si è svolta tra il 19 e il 23 maggio 2015 presso la Wiener Stadthalle di Vienna, in Austria, in seguito alla vittoria di Conchita Wurst nell'edizione precedente con Rise like a Phoenix. È la seconda edizione del concorso canoro svoltasi in Austria e ospitata dalla capitale (dopo l'edizione del 1967).
Il concorso si è articolato, come dal 2008, in due semifinali e una finale, presentate e condotte da Arabella Kiesbauer, Alice Tumler, Mirjam Weichselbraun e Conchita Wurst (principalmente come inviata nella green room).
Questa edizione ha visto il debutto dell'Australia (esibitasi direttamente in finale) e il ritorno di Cipro, Repubblica Ceca e Serbia, nonostante il ritiro dell'Ucraina, imputato alla situazione politica ed economica della nazione.
Il vincitore è stato lo svedese Måns Zelmerlöw con il brano Heroes.

## Organizzazione
Lo slogan di quest'edizione, annunciato il 12 settembre 2014, è stato Building Bridges (dall'inglese: Costruendo ponti) che rimanda a quelli che sono i pensieri e gli obiettivi dell'Eurovision Song Contest, ovvero la tolleranza e l'unione, attraverso le frontiere, delle diverse culture e popoli d'Europa. Il logo è composto da un cerchio nel quale sono contenute diverse sfere disposte a forma di ponte ondulato.
I partner ufficiali dell'evento sono stati Austrian Airlines, Österreichische Post e Microsoft.
Il 10 febbraio 2015 l'UER ha annunciato la partecipazione occasionale dell'Australia, paese dove l'evento ha un buon seguito, e che ha avuto accesso diretto alla serata finale.
Nel 2011 venne annunciata l'intenzione dell'UER di creare un archivio con tutte le edizioni dal 1956 ai nostri giorni, e che verrà aperto in occasione della 60ª edizione, nel 2015.

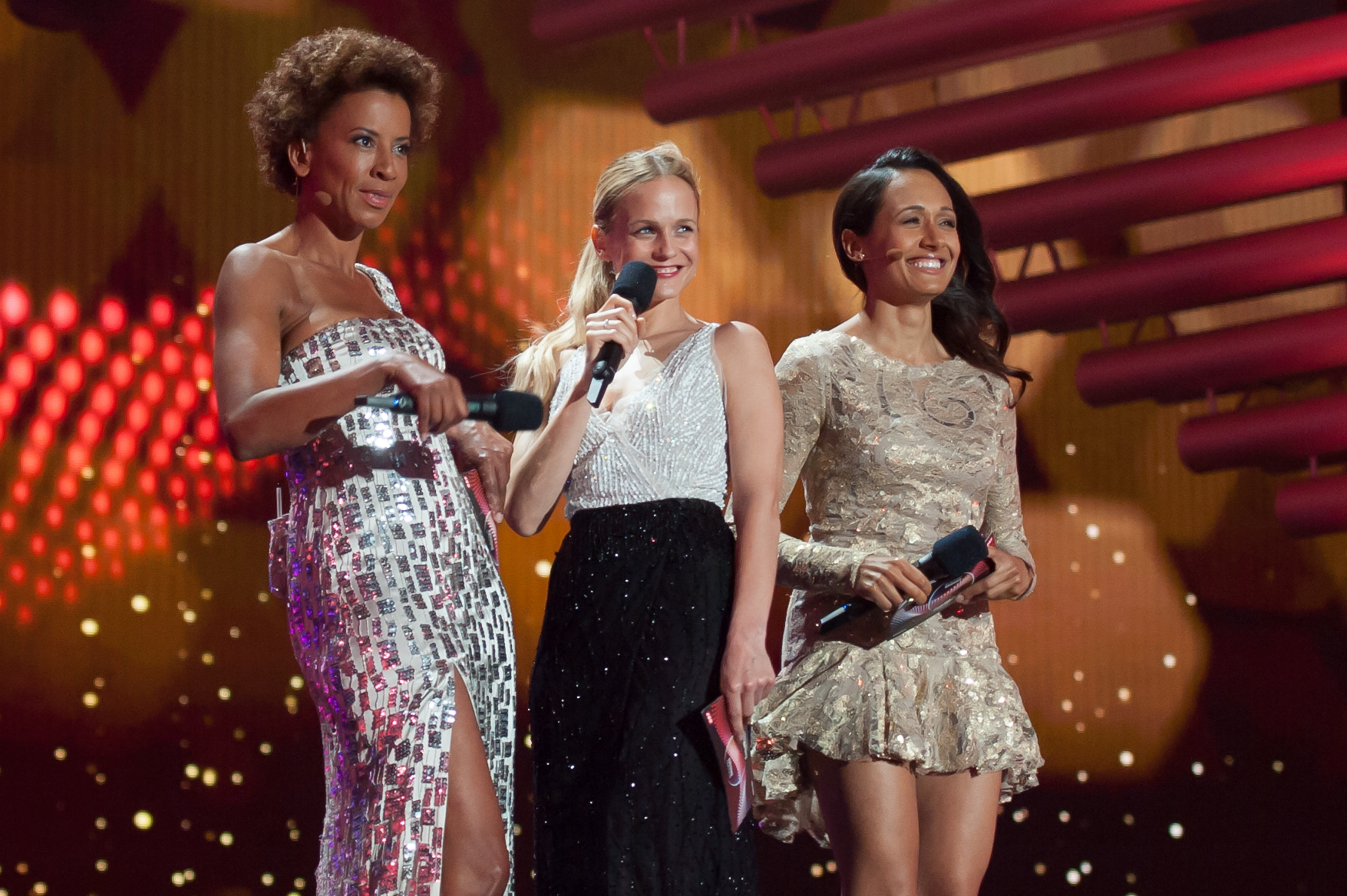
Le presentatrici dell'Eurovision Song Contest 2015: (da sinistra) Arabella Kiesbauer, Mirjam Weichselbraun e Alice Tumler

Il 19 dicembre 2014 sono state annunciate le tre presentatrici di quest'edizione: Arabella Kiesbauer, Alice Tumler e Mirjam Weichselbraun, mentre Conchita Wurst, oltre ad esibirsi come Opening Act in finale come consuetudine, ha co-presentato l'evento intervistando gli artisti nella green room.

### Scelta della sede
All'indomani della vittoria austriaca all'Eurovision Song Contest 2014 la delegazione del paese ha suggerito come città ospitanti Vienna e Salisburgo.
Nei giorni successivi la stessa Vienna (con il Palazzo di Schönbrunn, la Wiener Stadthalle, l'Heldenplatz, l'Aeroporto Internazionale di Schwechat, l'Ippodromo di Krieau e la Marx Halle), seguita dalle città di Klagenfurt (con il Wörthersee Stadion), Innsbruck (con l'Olympiahalle) e Graz (con la Stadthalle Graz e il Schwarzl Freizeit Zentrum) e dagli stati di Burgenland, Bassa e Alta Austria e dal Vorarlberg, ha espresso il proprio interesse ad ospitare la manifestazione, mentre Salisburgo ha confermato di non aver intenzione di candidarsi a causa dei costi di organizzazione.

Successivamente hanno manifestato la stessa intenzione anche le città di Linz (con il Brucknerhaus) e Wels (con la Messe Wels) per l'Alta Austria, Oberwart (con il Messezentrum) per il Burgenland, Bregenz (con il Vorarlberger Landestheater) per il Vorarlberg e Unterpremstätten (con la Davis Cup Halle) per la Stiria.
Il 29 maggio 2014 ORF e UER hanno pubblicato i requisiti per la sede e la città ospitanti:
- la sede dev'essere disponibile per almeno 6 o 7 settimane prima dell'inizio della manifestazione;
- la sede deve avere una capacità di almeno 10 000 posti, deve disporre di una copertura (anche provvisoria) alta almeno 15 m, un impianto di aria condizionata e dev'essere insonorizzata;
- la sede deve disporre di uno spazio con una capacità di almeno 300 posti per ospitare la green room, di un altro spazio di almeno 6000 m², per ospitare camerini, guardaroba, uno schermo gigante e spazi per i commentatori della manifestazione, e un'ultima struttura, aperta tra l'11 e il 24 maggio, per ospitare la sala stampa con una capacità di almeno 1 500 giornalisti.

Alla luce di questi criteri l'11 giugno 2014, ORF ha annunciato le città e relative sedi rimaste in gara: Graz, Innsbruck, Oberwart, Vienna e Wels.
Il 21 giugno l'emittente austriaca ha ristretto ulteriormente a tre città la scelta (Graz, Innsbruck e Vienna), annunciando il 6 agosto che la Wiener Stadthalle di Vienna era stata scelta come sede dell'evento.
| Città     | Sede              | Posti  | Note |
| --------- | ----------------- | ------ | --- |
| Graz      | Stadthalle Graz   | 11 000 | Sede del Campionato europeo maschile di pallamano 2010                                                                 |
| Innsbruck | Olympiahalle      | 15 000 | Sede dei campionati di hockey su ghiaccio e del pattinaggio artistico ai Giochi olimpici invernali del 1964 e del 1976 |
| Oberwart  | Messezentrum      | 7 000  | |
| Vienna    | Wiener Stadthalle | 16 000 | Ospita annualmente l'Vienna Open e l'Holiday on Ice                                                                    |
| Vienna    | Messe Wien        | 25 000 | |
| Wels      | Messe Wels        |        | |

## Stati partecipanti
Stati partecipanti
     Stati che hanno partecipato in passato ma non nel 2015
     Stati che non si sono qualificati alla finale

Stati partecipanti
Stati che hanno partecipato in passato ma non nel 2015
Stati che non si sono qualificati alla finale

L'UER ha annunciato il 23 dicembre 2014 l'elenco definitivo degli Stati partecipanti, mentre il 26 gennaio 2015 sono stati sorteggiate le composizioni parziali delle semifinali (quelle definitive sono state determinate successivamente).
| Stato                   | Artista                            | Brano                        | Lingua          | Processo di selezione                                                                                    | Note |
| ----------------------- | ---------------------------------- | ---------------------------- | --------------- | --- | --- |
| Albania                 | Elhaida Dani                       | I'm Alive                    | Inglese         | Festivali i Këngës 53 per l'artista, 28 dicembre 2014; interno per il brano, presentato il 15 marzo 2015 | Inizialmente l'artista doveva esibirsi con Diell, ritirato il 25 febbraio 2015 da parte dei compositori del brano.                                                                |
| Armenia                 | Genealogy                          | Face the Shadow              | Inglese         | Interno; gruppo e brano annunciati l'11 febbraio 2015, brano presentato il 12 marzo 2015                 | Il titolo originale della canzone era Don't Deny. |
| Australia               | Guy Sebastian                      | Tonight Again                | Inglese         | Interno; cantante annunciato il 5 marzo 2015, brano presentato il 16 marzo 2015                          | In caso di vittoria dell'Australia la SBS avrebbe prodotto l'evento in Europa assieme a un altro membro dell'UER.                                                                 |
| Austria (organizzatore) | The Makemakes                      | I Am Yours                   | Inglese         | Wer singt für Österreich?, 13 marzo 2015                                                                 | |
| Azerbaigian             | Elnur Hüseynov                     | Hour of the Wolf             | Inglese         | Interno; cantante e brano presentati il 15 marzo 2015                                                    | |
| Belgio                  | Loïc Nottet                        | Rhythm Inside                | Inglese         | Interno; cantante annunciato il 3 novembre 2014, brano presentato il 10 marzo 2015                       | |
| Bielorussia             | Uzari & Maimuna                    | Time                         | Inglese         | Nacional'nyj otbor 2015, 26 dicembre 2014                                                                | |
| Cipro                   | John Karayiannis                   | One Thing I Should Have Done | Inglese         | Eurovision Song Project, 1º febbraio 2015                                                                | |
| Danimarca               | Anti Social Media                  | The Way You Are              | Inglese         | Dansk Melodi Grand Prix 2015, 7 febbraio 2015                                                            | |
| Estonia                 | Elina Born & Stig Rästa            | Goodbye to Yesterday         | Inglese         | Eesti Laul 2015, 21 febbraio 2015                                                                        | |
| Finlandia               | Pertti Kurikan Nimipäivät          | Aina mun pitää               | Finlandese      | UMK 2015, 28 febbraio 2015                                                                               | |
| Francia                 | Lisa Angell                        | N'oubliez pas                | Francese        | Interno; cantante e brano presentati il 23 gennaio 2015                                                  | |
| Georgia                 | Nina Sublatti                      | Warrior                      | Inglese         | Erovnuli Shesarcevi Konkursi, 14 gennaio 2015                                                            | |
| Germania                | Ann Sophie                         | Black Smoke                  | Inglese         | Unser Song für Österreich, 5 marzo 2015                                                                  | Il vincitore della selezione, Andreas Kümmert, ha declinato l'offerta di rappresentare la Germania, pertanto NDR ha selezionato, tramite propri criteri, la seconda classificata. |
| Grecia                  | Maria Elena Kyriakou               | One Last Breath              | Inglese         | Eurosong 2015 - A MAD Show, 4 marzo 2015                                                                 | |
| Irlanda                 | Molly Sterling                     | Playing with Numbers         | Inglese         | Eurosong 2015, 27 febbraio 2015                                                                          | |
| Islanda                 | María Ólafs                        | Unbroken                     | Inglese         | Söngvakeppnin 2015, 14 febbraio 2015                                                                     | |
| Israele                 | Nadav Guedj                        | Golden Boy                   | Inglese         | HaKokhav HaBa L’Eurovizion per l'artista il 17 febbraio 2015, brano presentato il 26 febbraio 2015       | |
| Italia                  | Il Volo                            | Grande amore                 | Italiano        | Festival di Sanremo 2015, 14 febbraio 2015                                                               | Il brano in gara è una versione modificata di quello che ha vinto la selezione nazionale                                                                                          |
| Lettonia                | Aminata                            | Love Injected                | Inglese         | Supernova 2015, 22 febbraio 2015                                                                         | |
| Lituania                | Vaidas Baumila & Monika Linkytė    | This Time                    | Inglese         | Eurovizijos 2015, 21 febbraio 2015                                                                       | |
| Macedonia               | Daniel Kajmakoski                  | Autumn Leaves                | Inglese         | Skopje Fest 2014, 12 novembre 2014                                                                       | La selezione nazionale è stata vinta con Lisja esenski, la versione macedone del brano.                                                                                           |
| Malta                   | Amber                              | Warrior                      | Inglese         | Malta Eurovision Song Contest 2015, 22 novembre 2014                                                     | Il brano è una versione modificata rispetto a quello che ha vinto la selezione nazionale.                                                                                         |
| Moldavia                | Eduard Romanjuta                   | I Want Your Love             | Inglese         | O melodie pentru Europa 2015, 23 febbraio 2015                                                           | |
| Montenegro              | Knez                               | Adio                         | Montenegrino    | Interno; cantante annunciato il 31 ottobre 2014, brano presentato l'11 marzo 2015                        | |
| Norvegia                | Mørland & Debrah Scarlett          | A Monster like Me            | Inglese         | Melodi Grand Prix 2015, 14 marzo 2015                                                                    | |
| Paesi Bassi             | Trijntje Oosterhuis                | Walk Along                   | Inglese         | Interno; cantante annunciata il 7 novembre 2014, brano presentato l'11 dicembre 2014                     | |
| Polonia                 | Monika Kuszyńska                   | In the Name of Love          | Inglese         | Interno; cantante e brano presentati il 9 marzo 2015                                                     | |
| Portogallo              | Leonor Andrade                     | Há um mar que nos separa     | Portoghese      | Festival da Canção 2015, 7 marzo 2015                                                                    | |
| Regno Unito             | Electro Velvet                     | Still in Love with You       | Inglese         | Interno; gruppo e brano presentati il 7 marzo 2015                                                       | |
| Repubblica Ceca         | Marta Jandová & Václav Noid Bárta  | Hope Never Dies              | Inglese         | Interno; cantanti annunciati il 31 gennaio 2015, brano presentato il 10 marzo 2015                       | |
| Romania                 | Voltaj                             | De la capăt (All Over Again) | Inglese, rumeno | Selecţia Naţională 2015, 8 marzo 2015                                                                    | |
| Russia                  | Polina Gagarina                    | A Million Voices             | Inglese         | Interno; cantante annunciata l'11 marzo 2015, brano presentato il 15 marzo 2015                          | |
| San Marino              | Michele Perniola & Anita Simoncini | Chain of Lights              | Inglese         | Interno; cantanti annunciati il 27 novembre 2014, brano presentato il 16 marzo 2015                      | |
| Serbia                  | Bojana Stamenov                    | Beauty Never Lies            | Inglese         | Odbrojavanje za Beč, 15 febbraio 2015                                                                    | La selezione nazionale è stata vinta con Ceo svet je moj, la versione serba del brano.                                                                                            |
| Slovenia                | Maraaya                            | Here for You                 | Inglese         | EMA 2015, 28 febbraio 2015                                                                               | Il brano è una versione modificata rispetto a quello che ha vinto la selezione nazionale.                                                                                         |
| Spagna                  | Edurne                             | Amanecer                     | Spagnolo        | Interno; cantante annunciata il 14 gennaio 2015, brano presentato il 1º marzo 2015                       | |
| Svezia                  | Måns Zelmerlöw                     | Heroes                       | Inglese         | Melodifestivalen 2015, 14 marzo 2015                                                                     | |
| Svizzera                | Mélanie René                       | Time to Shine                | Inglese         | Die große Entscheindungsshow 2015, 31 gennaio 2015                                                       | |
| Ungheria                | Boggie                             | Wars for Nothing             | Inglese         | A Dal 2015, 28 febbraio 2015                                                                             | |

## Verso l'evento
Per promuovere i partecipanti all'evento e i rispettivi brani, sono stati creati negli anni diversi eventi nei quali si esibiscono alcuni Stati partecipanti. Questi eventi sono:

### Eurovision in Concert 2015
La settima edizione dell'evento che anticipa l'ESC si è tenuta il 18 aprile 2015, condotta da Cornald Maas e Edsilia Rombley; vi hanno partecipato:
- Albania
- Australia
- Austria
- Azerbaigian
- Bielorussia
- Cipro
- Francia
- Georgia
- Germania
- Grecia
- Israele
- Lettonia
- Lituania
- Macedonia
- Moldavia
- Montenegro
- Paesi Bassi
- Regno Unito
- Norvegia
- Serbia
- Slovenia
- Svezia
- Ungheria

## L'evento
I primi biglietti sono stati messi in vendita il 15 dicembre 2014, mentre ulteriori sono stati resi disponibili a gennaio 2015.
Il 10 marzo 2015 ORF ha rivelato che i video fra un brano e l'altro saranno incentrati sui cantanti che compiranno un viaggio in una provincia austriaca compiendo un compito specifico prima di raggiungere la sede dell'evento a Vienna.
Il 2 aprile 2015 Vincenzo Cantiello, vincitore del Junior Eurovision Song Contest 2014, ha annunciato che parteciperà come ospite alla serata finale.

### Semifinali
Il 23 dicembre 2014 l'UER ha annunciato di aver stabilito che gli Stati partecipanti alla prima semifinale sarebbero stati 16 mentre quelli partecipanti alla seconda 17; inoltre, ha annunciato che il 26 gennaio 2015 sarebbero stati determinati, tramite sorteggio, gli Stati partecipanti alle due semifinali.
Digame ha calcolato la composizione delle urne nelle quali sono stati divisi gli Stati partecipanti, determinate in base ai voti assegnati agli stessi nelle 10 edizioni precedenti. La loro composizione era:
| Urna 1                                                                    | Urna 2                                                                     | Urna 3                                                                        | Urna 4                                                         | Urna 5                                                                   |
| ------------------------------------------------------------------------- | -------------------------------------------------------------------------- | ----------------------------------------------------------------------------- | -------------------------------------------------------------- | ------------------------------------------------------------------------ |
| - Albania - Macedonia - Montenegro - Slovenia - Svizzera - Serbia - Malta | - Danimarca - Finlandia - Estonia - Norvegia - Svezia - Islanda - Lettonia | - Azerbaigian - Bielorussia - Georgia - Israele - Russia - Armenia - Lituania | - Belgio - Cipro - Grecia - Irlanda - Paesi Bassi - San Marino | - Ungheria - Moldavia - Romania - Portogallo - Polonia - Repubblica Ceca |

Il 26 gennaio 2015 si è tenuto il sorteggio che ha determinato la composizione delle semifinali, in quale metà della semifinale si esibiranno gli Stati sorteggiati e la semifinale in cui hanno avuto diritto di voto gli Stati già qualificati alla finale (ad eccezione della Germania, che ha chiesto ed ottenuto di poter votare nella seconda semifinale, e dell'Australia che ha ottenuto il diritto di voto durante entrambe le semifinali); nel sorteggio è stato, inoltre, esplicitato che la prima semifinale sarebbe stata composta da 16 Stati e la seconda da 17 e che l'ordine di esibizione esatto sarebbe stato stabilito dalla produzione del programma ed approvata dal supervisore UER del programma e dal Gruppo di Controllo. Il sorteggio esatto è stato:
     Stati partecipanti alla prima semifinale
     Stati con diritto di voto nella prima semifinale
     Stati partecipanti alla seconda semifinale
     Stati con diritto di voto alla seconda semifinale
     L'Australia ha il diritto di voto in entrambe le semifinali
| 1ª semifinale 19 maggio 2015                                           | 1ª semifinale 19 maggio 2015                                         | 2ª semifinale 21 maggio 2015                                                     | 2ª semifinale 21 maggio 2015                                                |
| ---------------------------------------------------------------------- | -------------------------------------------------------------------- | -------------------------------------------------------------------------------- | --------------------------------------------------------------------------- |
| Grecia Macedonia Estonia Paesi Bassi Moldavia Finlandia Belgio Armenia | Serbia Danimarca Bielorussia Romania Russia Albania Georgia Ungheria | Norvegia Irlanda Repubblica Ceca Lituania San Marino Malta Portogallo Montenegro | Svizzera Azerbaigian Slovenia Lettonia Polonia Islanda Israele Cipro Svezia |
| Con diritto di voto: Australia Austria Francia Spagna                  | Con diritto di voto: Australia Austria Francia Spagna                | Con diritto di voto: Australia Germania Italia Regno Unito                       | Con diritto di voto: Australia Germania Italia Regno Unito                  |

Stati partecipanti alla prima semifinale
Stati con diritto di voto nella prima semifinale
Stati partecipanti alla seconda semifinale
Stati con diritto di voto alla seconda semifinale
L'Australia ha il diritto di voto in entrambe le semifinali

Il 23 marzo 2015 è stato reso noto l'ordine completo delle semifinali, realizzato da ORF ed approvato da Jon Ola Sand e Dieter Freiling.

#### Prima semifinale
La prima semifinale si è tenuta il 19 maggio 2015 a partire dalle 21:00, CEST; vi hanno gareggiato 16 Stati ed hanno votato anche Australia, Austria, Francia e Spagna.
| N. | Paese       | Cantante                  | Canzone                      | Punti | Posizione |
| -- | ----------- | ------------------------- | ---------------------------- | ----- | --------- |
| 01 | Moldavia    | Eduard Romanjuta          | I Want Your Love             | 41    | 11        |
| 02 | Armenia     | Genealogy                 | Face the Shadow              | 77    | 7         |
| 03 | Belgio      | Loïc Nottet               | Rhythm Inside                | 149   | 2         |
| 04 | Paesi Bassi | Trijntje Oosterhuis       | Walk Along                   | 33    | 14        |
| 05 | Finlandia   | Pertti Kurikan Nimipäivät | Aina Mun Pitää               | 13    | 16        |
| 06 | Grecia      | Maria Elena Kyriakou      | One Last Breath              | 81    | 6         |
| 07 | Estonia     | Elina Born & Stig Rästa   | Goodbye to Yesterday         | 105   | 3         |
| 08 | Macedonia   | Daniel Kajmakoski         | Autumn Leaves                | 28    | 15        |
| 09 | Serbia      | Bojana Stamenov           | Beauty Never Lies            | 63    | 9         |
| 10 | Ungheria    | Boggie                    | Wars for Nothing             | 67    | 8         |
| 11 | Bielorussia | Uzari & Maimuna           | Time                         | 39    | 12        |
| 12 | Russia      | Polina Gagarina           | A Million Voices             | 182   | 1         |
| 13 | Danimarca   | Anti Social Media         | The Way You Are              | 33    | 13        |
| 14 | Albania     | Elhaida Dani              | I'm Alive                    | 62    | 10        |
| 15 | Romania     | Voltaj                    | De la capăt (All Over Again) | 89    | 5         |
| 16 | Georgia     | Nina Sublatti             | Warrior                      | 98    | 4         |

| Pos. | Televoto    | Punti | Giuria      | Punti |
| ---- | ----------- | ----- | ----------- | ----- |
| 1    | Russia      | 151   | Russia      | 167   |
| 2    | Estonia     | 136   | Belgio      | 151   |
| 3    | Belgio      | 124   | Grecia      | 99    |
| 4    | Georgia     | 97    | Georgia     | 95    |
| 5    | Romania     | 96    | Paesi Bassi | 70    |
| 6    | Armenia     | 90    | Ungheria    | 70    |
| 7    | Serbia      | 86    | Romania     | 67    |
| 8    | Albania     | 66    | Bielorussia | 66    |
| 9    | Grecia      | 61    | Estonia     | 66    |
| 10   | Finlandia   | 55    | Albania     | 61    |
| 11   | Ungheria    | 50    | Danimarca   | 58    |
| 12   | Moldavia    | 48    | Armenia     | 54    |
| 13   | Bielorussia | 32    | Serbia      | 47    |
| 14   | Danimarca   | 23    | Moldavia    | 46    |
| 15   | Paesi Bassi | 23    | Macedonia   | 42    |
| 16   | Macedonia   | 22    | Finlandia   | 1     |

12 punti
| N. | A           | Da                                              |
| -- | ----------- | ----------------------------------------------- |
| 5  | Russia      | Austria, Bielorussia, Grecia, Romania, Ungheria |
| 4  | Belgio      | Danimarca, Finlandia, Francia, Paesi Bassi      |
| 2  | Armenia     | Belgio, Russia                                  |
| 2  | Serbia      | Australia, Macedonia                            |
| 1  | Bielorussia | Georgia                                         |
| 1  | Estonia     | Spagna                                          |
| 1  | Georgia     | Armenia                                         |
| 1  | Grecia      | Albania                                         |
| 1  | Macedonia   | Serbia                                          |
| 1  | Romania     | Moldavia                                        |
| 1  | Ungheria    | Estonia                                         |

#### Seconda semifinale
La seconda semifinale si è tenuta il 21 maggio 2015 alle 21:00, CEST; vi hanno gareggiato 17 Stati ed hanno votato anche Australia, Germania, Italia e Regno Unito.
| N. | Paese           | Cantante                           | Canzone                      | Punti | Posizione |
| -- | --------------- | ---------------------------------- | ---------------------------- | ----- | --------- |
| 01 | Lituania        | Monika Linkytė & Vaidas Baumila    | This Time                    | 67    | 7         |
| 02 | Irlanda         | Molly Sterling                     | Playing with Numbers         | 35    | 12        |
| 03 | San Marino      | Michele Perniola & Anita Simoncini | Chain of Lights              | 11    | 16        |
| 04 | Montenegro      | Knez                               | Adio                         | 57    | 9         |
| 05 | Malta           | Amber                              | Warrior                      | 43    | 11        |
| 06 | Norvegia        | Mørland & Debrah Scarlett          | A Monster like Me            | 123   | 4         |
| 07 | Portogallo      | Leonor Andrade                     | Há um mar que nos separa     | 19    | 14        |
| 08 | Repubblica Ceca | Marta Jandová & Václav Noid Bárta  | Hope Never Dies              | 33    | 13        |
| 09 | Israele         | Nadav Guedj                        | Golden Boy                   | 151   | 3         |
| 10 | Lettonia        | Aminata                            | Love Injected                | 155   | 2         |
| 11 | Azerbaigian     | Elnur Hüseynov                     | Hour of the Wolf             | 53    | 10        |
| 12 | Islanda         | María Ólafsdóttir                  | Unbroken                     | 14    | 15        |
| 13 | Svezia          | Måns Zelmerlöw                     | Heroes                       | 217   | 1         |
| 14 | Svizzera        | Mélanie René                       | Time to Shine                | 4     | 17        |
| 15 | Cipro           | Giannis Karagiannis                | One Thing I Should Have Done | 87    | 6         |
| 16 | Slovenia        | Maraaya                            | Here for You                 | 92    | 5         |
| 17 | Polonia         | Monika Kuszyńska                   | In the Name of Love          | 57    | 8         |

| Pos. | Televoto        | Punti | Giuria          | Punti |
| ---- | --------------- | ----- | --------------- | ----- |
| 1    | Svezia          | 195   | Svezia          | 208   |
| 2    | Israele         | 157   | Lettonia        | 155   |
| 3    | Lettonia        | 116   | Norvegia        | 144   |
| 4    | Polonia         | 114   | Israele         | 114   |
| 5    | Norvegia        | 104   | Malta           | 84    |
| 6    | Lituania        | 98    | Slovenia        | 84    |
| 7    | Slovenia        | 95    | Irlanda         | 84    |
| 8    | Cipro           | 80    | Cipro           | 76    |
| 9    | Montenegro      | 58    | Azerbaigian     | 67    |
| 10   | Repubblica Ceca | 51    | Lituania        | 52    |
| 11   | Azerbaigian     | 37    | Montenegro      | 47    |
| 12   | Malta           | 32    | Repubblica Ceca | 34    |
| 13   | Portogallo      | 24    | Portogallo      | 23    |
| 14   | Islanda         | 21    | Svizzera        | 15    |
| 15   | San Marino      | 16    | Islanda         | 15    |
| 16   | Irlanda         | 14    | Polonia         | 10    |
| 17   | Svizzera        | 6     | San Marino      | 6     |

12 punti
| N. | A        | Da |
| -- | -------- | --- |
| 14 | Svezia   | Australia, Cipro, Germania, Islanda, Israele, Lettonia, Malta, Norvegia, Polonia, Portogallo, Repubblica Ceca, San Marino, Slovenia, Svizzera |
| 2  | Israele  | Italia, Regno Unito |
| 2  | Lettonia | Irlanda, Lituania |
| 2  | Slovenia | Azerbaigian, Montenegro |
| 1  | Norvegia | Svezia |

### Finale
La finale si è tenuta il 23 maggio 2015 alle 21:00, CEST; vi hanno gareggiato 27 paesi di cui:
- i primi 10 qualificati durante la prima semifinale;
- i primi 10 qualificati durante la seconda semifinale;
- i 5 finalisti di diritto, i cosiddetti Big Five, ovvero Francia, Germania, Italia, Regno Unito e Spagna;
- l'Austria, paese ospitante;
- l'Australia, ospite speciale per la 60ª edizione dell'evento.

| Nr. | Paese       | Cantante                        | Canzone                      | Punti | Posizione |
| --- | ----------- | ------------------------------- | ---------------------------- | ----- | --------- |
| 01  | Slovenia    | Maraaya                         | Here for You                 | 39    | 14        |
| 02  | Francia     | Lisa Angell                     | N'oubliez pas                | 4     | 25        |
| 03  | Israele     | Nadav Guedj                     | Golden Boy                   | 97    | 9         |
| 04  | Estonia     | Elina Born & Stig Rästa         | Goodbye to Yesterday         | 106   | 7         |
| 05  | Regno Unito | Electro Velvet                  | Still in Love with You       | 5     | 24        |
| 06  | Armenia     | Genealogy                       | Face the Shadow              | 34    | 16        |
| 07  | Lituania    | Monika Linkytė & Vaidas Baumila | This Time                    | 30    | 18        |
| 08  | Serbia      | Bojana Stamenov                 | Beauty Never Lies            | 53    | 10        |
| 09  | Norvegia    | Mørland & Debrah Scarlett       | A Monster like Me            | 102   | 8         |
| 10  | Svezia      | Måns Zelmerlöw                  | Heroes                       | 365   | 1         |
| 11  | Cipro       | Giannis Karagiannis             | One Thing I Should Have Done | 11    | 22        |
| 12  | Australia   | Guy Sebastian                   | Tonight Again                | 196   | 5         |
| 13  | Belgio      | Loïc Nottet                     | Rhythm Inside                | 217   | 4         |
| 14  | Austria     | The Makemakes                   | I Am Yours                   | 0     | 26        |
| 15  | Grecia      | Maria Elena Kyriakou            | One Last Breath              | 23    | 19        |
| 16  | Montenegro  | Knez                            | Adio                         | 44    | 13        |
| 17  | Germania    | Ann Sophie                      | Black Smoke                  | 0     | 27        |
| 18  | Polonia     | Monika Kuszyńska                | In the Name of Love          | 10    | 23        |
| 19  | Lettonia    | Aminata                         | Love Injected                | 186   | 6         |
| 20  | Romania     | Voltaj                          | De la capăt (All Over Again) | 35    | 15        |
| 21  | Spagna      | Edurne                          | Amanecer                     | 15    | 21        |
| 22  | Ungheria    | Boggie                          | Wars for Nothing             | 19    | 20        |
| 23  | Georgia     | Nina Sublatti                   | Warrior                      | 51    | 11        |
| 24  | Azerbaigian | Elnur Hüseynov                  | Hour of the Wolf             | 49    | 12        |
| 25  | Russia      | Polina Gagarina                 | A Million Voices             | 303   | 2         |
| 26  | Albania     | Elhaida Dani                    | I'm Alive                    | 34    | 17        |
| 27  | Italia      | Il Volo                         | Grande amore                 | 292   | 3         |

| Pos. | Televoto    | Punti | Giuria      | Punti |
| ---- | ----------- | ----- | ----------- | ----- |
| 1    | Italia      | 366   | Svezia      | 363   |
| 2    | Russia      | 286   | Lettonia    | 249   |
| 3    | Svezia      | 279   | Russia      | 247   |
| 4    | Belgio      | 195   | Australia   | 224   |
| 5    | Estonia     | 144   | Belgio      | 187   |
| 6    | Australia   | 132   | Italia      | 184   |
| 7    | Israele     | 104   | Norvegia    | 163   |
| 8    | Lettonia    | 100   | Israele     | 80    |
| 9    | Albania     | 93    | Cipro       | 63    |
| 10   | Serbia      | 86    | Georgia     | 62    |
| 11   | Armenia     | 75    | Estonia     | 56    |
| 12   | Romania     | 69    | Montenegro  | 48    |
| 13   | Georgia     | 52    | Azerbaigian | 48    |
| 14   | Azerbaigian | 48    | Slovenia    | 48    |
| 15   | Polonia     | 47    | Austria     | 40    |
| 16   | Lituania    | 44    | Serbia      | 34    |
| 17   | Norvegia    | 43    | Lituania    | 31    |
| 18   | Montenegro  | 34    | Grecia      | 29    |
| 19   | Slovenia    | 27    | Ungheria    | 29    |
| 20   | Spagna      | 27    | Albania     | 26    |
| 21   | Grecia      | 24    | Francia     | 24    |
| 22   | Ungheria    | 21    | Germania    | 24    |
| 23   | Cipro       | 8     | Romania     | 21    |
| 24   | Regno Unito | 7     | Armenia     | 18    |
| 25   | Germania    | 5     | Regno Unito | 12    |
| 26   | Francia     | 4     | Spagna      | 8     |
| 27   | Austria     | 0     | Polonia     | 2     |

12 punti
| N. | A           | Da |
| -- | ----------- | --- |
| 12 | Svezia      | Australia, Belgio, Danimarca, Finlandia, Islanda, Italia, Lettonia, Norvegia, Polonia, Regno Unito, Slovenia, Svizzera |
| 9  | Italia      | Albania, Cipro, Grecia, Israele, Malta, Portogallo, Romania, Russia, Spagna                                            |
| 5  | Russia      | Armenia, Azerbaigian, Bielorussia, Estonia, Germania                                                                   |
| 3  | Belgio      | Francia, Paesi Bassi, Ungheria                                                                                         |
| 3  | Lettonia    | Irlanda, Lituania, San Marino                                                                                          |
| 2  | Australia   | Austria, Svezia |
| 1  | Albania     | Macedonia |
| 1  | Armenia     | Georgia |
| 1  | Azerbaigian | Repubblica Ceca |
| 1  | Montenegro  | Serbia |
| 1  | Romania     | Moldavia |
| 1  | Serbia      | Montenegro |

## Marcel Bezençon Awards
I vincitori sono stati:
- Press Award:  Italia
- Artistic Award:  Svezia
- Composer Award:  Norvegia

## OGAE 2015
L'OGAE 2015 è una classifica redatta da gruppi dell'OGAE, un'organizzazione internazionale che consiste in un network di oltre 40 fan club del Contest di vari Paesi europei e non. Come ogni anno, i membri dell'OGAE hanno avuto l'opportunità di votare dal 1º al 10 maggio per la loro canzone preferita prima della gara e i risultati sono stati pubblicati sul sito web dell'organizzazione.
| Posizione | Paese    | Cantante                  | Canzone*             | Punti |
| --------- | -------- | ------------------------- | -------------------- | ----- |
| 1         | Italia   | Il Volo                   | Grande amore         | 367   |
| 2         | Svezia   | Måns Zelmerlöw            | Heroes               | 338   |
| 3         | Estonia  | Elina Born & Stig Rästa   | Goodbye to Yesterday | 274   |
| 4         | Norvegia | Mørland & Debrah Scarlett | A Monster like Me    | 243   |
| 5         | Slovenia | Maraaya                   | Here for You         | 170   |

*La tabella raffigura il voto finale di 41 OGAE club.

## Giurie
Il 1º maggio 2015 l'UER ha reso nota la lista dei membri delle giurie nazionali che costituiranno il 50% dei voti dei rispettivi Stati all'evento. Essi sono:
In grassetto i presidenti di giuria, in corsivo i giurati di riserva.
- Albania: Bojken Laiko, Klodian Qafoku, Olsa Toqi, Arta Marku, Zhani Ciko, Altin Goci
- Armenia: Grigor Nazaryan, Nune Yesayan, Leyla Saribekyan, Aram Mp3, Aren Bayadyan, Arevik Udumyan
- Australia: Amanda Pelman, Richard Wilkins, Danielle Spencer, Ash London, Jake Stone, Chris Holland
- Austria: Gary Lux, Manuel Ortega, Christian Deix, Vanessa Legenstein, Franziska Trost, Robert Weiß
- Azerbaigian: Zumrud Dadashzade, Tunzala Kahraman, Fidan Haciyeva, Faig Agayev, Samira Allahverdi, Azer Zeynalov
- Belgio: Michel Gudanski, Candice Wachel, Florence Huby, Megan Giart, Marc Radelet, Roberto Bellarosa
- Bielorussia: Nataliya Marinova, Vitaly Karpanov, Oksana Artushevskaya, Alexey Gross, Iskui Abalyan, Drimry Karas
- Cipro: Andreas Giortsios, Elias Antoniades, Gore Melian, Stella Stylianou, Argyro Christodoulidou, Lisa Tsangaridou
- Danimarca: Søren Poppe, Micky Skeel, Anna David, Lotte Feder, Tamra Rosanes, Jonas Schrøder
- Estonia: Sven Lõhmus, Olav Osolin, Dagmar Oja, Triin Niitoja, Egert Milder, Tanja Mihhailova
- Finlandia: Aija Puurtinen, Laura Haimila, Mikko Pykäri, Pekka Eronen (Aikuinen), Jukka Immonen, Lasse Kurki
- Francia: Bruno Berberes, Matthieu Gonet, Eric Jeanjean, Yseult Onguenet, Marie Myriam, Jimmy Bourcereau
- Georgia: Zaza Shengelia, Chabuka Amiranashvili, Nodi Tatishvili, Sopio Oqreshidze, Sophie Gelovani, Tinatin Makhaldiani
- Germania: Johannes Strate, Leslie Clio, Mark Forster, Ferris MC, Swen Meyer, Kris Hünecke
- Grecia: Jick Nakassian, Antonios Karatzikos, Helen Giannatsoulia, Ioannis Koutsaftakis, Mariana Efstratiou, Kyriakoula Levi
- Irlanda: Raymond Smyth, Blathnaid Treacy, Ryan Dolan, Ann Harrington, Ray Harman, Emma O'Driscoll
- Islanda: Vedis Hervör, Einar Bardarson, Unnur Sara, Birgitta Haukdal, Heidar Örn, CELL7
- Israele: Liora, Chen Metzger, Lauren De Paz, Rafi Weinstock, Dalit Cahana, Shay Hambar
- Italia: Franco Zanetti, Valerio Paolini, Nicolò Cerioni, Barbara Mosconi, Flavia Cercato, Mattia Cerri
- Lettonia: Kristaps Krievkalns, Beate Zviedre, Ralfs Eilands, Toms Grevins, Ilona Jahimovica, Valters Fridenbergs
- Lituania: Lauras Luciunas, Jolita Vaitkeviciene, Jurga Cekatauskaite, Gediminas Zujus, Rosita Civilyte, Jurgis Bruzga
- Macedonia: Antonio Dimitrievski, Ana Kostova Kostadinovska, Aleksandar Belov, Sara Kostova Nikolovska, Andrijana Jovanovska, Nikolce Micevski
- Malta: Howard Keith Debono, Dorothy Anne Bezzina, Dominic Cini, Joseph Chetcuti, Pierre Cordina, Nicole Tabone
- Moldavia: Sergiu Scarlat, Vlad Mircos, Geta Burlacu, Alina Dabija, Margarita Ciorici, Aurel Chirtoaca
- Montenegro: Ilija Dapčević, Aleksandra Vojvodic, Darko Nikčević, Renata Perazic, Senad Drešević, Dragan Bulajić
- Norvegia: Alexander Stenerud, Anita Halmøy Wisløff, Marianne Jemtegård, Margaret Berger, Sverre Vedal, Christian Wallis
- Paesi Bassi: Carolina Dijkhuizen, Florent Luyckx, Maurice Wijnen, Gijs Staverman, Do, Holger Schwedt
- Polonia: Krzysztof Szewczyk, Maria Szabłowska, Donatan, Tomasz Zada, Natalia Szroeder, Dorota Szpetkowska
- Portogallo: Renato Júnior, Adelaide Ferreira, Gonçalo Tavares, Inês Santos, Nuno Feist, Nuno Marques da Silva
- Regno Unito: Dave Arch, Mark De Lisser, Tommy Blaize, Yvie Burnett, Pandora, Dane Chalfin
- Repubblica Ceca: Jitka Benešová, Honza Dědek, Jaroslav Špulák, Vladimír Bár, Jan Maxián, Petr Král
- Romania: Viorel Gavrila, Mihai Pocorschi, Ovi, Anca Lupes, Alexandra Cepraga, Cream
- Russia: Igor Matvienko, Alsou, Dina Garipova, Ljuba Kazarnovskaya, Slava Kulaev, Anastasia Spiridonova
- San Marino: Ilaria Ercolani, Katalin Pribelszki, Duan, Simone La Maida, Nicola Della Valle, Barbara Andreini
- Serbia: Dejan Cukić, Marko Kon, Saša Milošević Mare, Ksenija Milošević, Nevena Božović, Mirjana Miličić Prokić
- Slovenia: Tinkara Kovač, Miha Gorse, Sandra Feketija, Alex Volasko, Andrej Šifrer, Dusan Hren
- Spagna: Jacobo Calderón, Daniel Diges, Rosa Lopez, Ruth Lorenzo, Pastora Soler, Sandra Borrego
- Svezia: Filip Adamo, Lina Hedlund (membro degli Alcazar), Henrik Johnsson, Rennie Mirro, ISA, Maria Ericson
- Svizzera: Georg Schlunegger, Simu Moser, Andrea Pärli, Gabriel Broggini (membro dei Sinplus), Rafaela Spitzli, Pele Loriano
- Ungheria: Tamás Marosi, Matyas Milkovics, Odett Polgar, Robert Hrutka, Juli Fabian, Agnes Szabo

## Stati non partecipanti
- Andorra: RTVA ha annunciato ufficialmente che non avrebbe partecipato a quest'edizione per motivi economici.[89]
- Bosnia ed Erzegovina: BHRT, dopo aver presentato l'iscrizione preliminare[90], non la conferma per motivi economici.[91]
- Bulgaria: nonostante un'iniziale conferma[92], BNT ha annunciato il 10 ottobre 2014 che non avrebbe partecipato a questa edizione per motivi economici.[93]
- Croazia: HRT ha annunciato ufficialmente il 26 settembre 2014 che non avrebbe partecipato a quest'edizione per motivi economici.[94]
- Lussemburgo: RTL Télé Lëtzebuerg ha confermato il 30 luglio 2014 che non avrebbe partecipato a quest'edizione per motivi economici.[95]
- Principato di Monaco: TMC ha annunciato il 20 giugno 2014 che non avrebbe partecipato a questa edizione.[96]
- Slovacchia: RTVS ha annunciato il 26 maggio 2014 che non avrebbe partecipato a questa edizione.[97]
- Turchia: TRT ha confermato il 4 settembre 2014 che non avrebbe partecipato a questa edizione.[98]
- Ucraina: NTU ha confermato il 17 settembre 2014 che non avrebbe partecipato a questa edizione.[99]

## Trasmissione dell'evento e commentatori
- Albania: Tutte le serate sono state trasmesse su RTSH con il commento di Andri Xhahu.[100]
- Australia: SBS ha trasmesso tutte le serate con il commento di Julia Zemiro e Sam Pang; su SBS One la finale è stata trasmessa sia in diretta che in replica la sera stessa.[80]
- Austria: ORF ha trasmesso tutte le serate con il commento di Andi Knoll.[101]
- Belgio: L'evento è stato interamente trasmesso su Één in olandese con il commento di Eva Daeleman e Peter Van de Veire[102], mentre il commento in francese è stato affidato a Maureen Louys e Jean-Louis Lahaye.[103]
- Bielorussia: Tutte le serate sono andate in onda su Belarus 1 e Belarus 24 e sono state commentate da Evgeny Perlin.[104]
- Bulgaria: BNT ha trasmesso la serata finale, permettendo ai telespettatori di votare gli artisti preferiti tramite un televoto interno.[105]
- Canada: L'evento è stato trasmesso per il secondo anno consecutivo da OUTtv con il commento di Tommy D ed Adam.[106]
- Cina: Tutte le serate sono trasmesse in diretta su Hunan Tv.[107]
- Cipro: Tutte le serate sono state trasmesse da RIK 1, RIK SAT, RIK HD e Trito Programma con il commento di Melina Karageorgiou.[108]
- Danimarca: L'evento è stato commentato da Ole Tøpholm.[109]
- Estonia: Tutte le serate dell'evento sono state trasmesse su ETV, sia in diretta che in replica, con il commento di Marko Reikop.[110]
- Francia: Una semifinale è stata trasmessa su France Ô, mentre la finale è stata trasmessa, dopo 16 anni di trasmissione su France 3, su France 2.[111]
- Georgia: Tutte le serate dell'evento sono state trasmesse in diretta su 1TV.[112]
- Islanda: L'evento è stato commentato da Felix Bergsson.[113]
- Italia: Entrambe le semifinali sono state trasmesse su Rai 4 (la prima in differita il giorno dopo per problemi di palinsesto causati dall'incontro della Juventus con la Lazio in finale di Coppa Italia, la seconda con diritto di voto in diretta[114]), con il commento di Filippo Solibello e Marco Ardemagni[115], e la finale su Rai 2[116] e Rai HD[117] con il commento della coppia di The Voice of Italy Federico Russo e Valentina Correani[118] o, in alternativa, in audio originale sul secondo canale audio[senza fonte] solo su Rai 2, serate trasmesse anche su Rai Radio 2 con il commento della coppia di Caterpillar AM.[119]
- Nuova Zelanda: L'evento è stato trasmesso in diretta ed in replica su UKTV.[120]
- Paesi Bassi: L'evento è stato commentato da Cornald Maas e Jan Smit.[121]
- Polonia: L'evento è stato trasmesso in diretta su TVP1, TVP HD e TVP Polonia ed in differita su TVP Rozrywka.[122]
- Repubblica Ceca: Le semifinali sono state trasmesse su ČT art e la finale su ČT1, tutte con il commento di Aleš Háma.[123]
- Romania: TVR ha trasmesso l'intero evento su TVR 1 e TVR International.[senza fonte]
- Spagna: TVE ha trasmesso tutte le serate dell'evento[124] con il commento di José María Íñigo e Julia Varela[125], prima[126] e seconda semifinale su La 2 e finale su La 1.[senza fonte]
- Ungheria: Per la prima volta dal ritorno in gara del paese, l'evento è stato trasmesso da Duna TV[127] con il commento di Gábor Gundel Takács.[128]

## Portavoce
Il 23 maggio è stato stabilito l'ordine di presentazione dei portavoce, basato sui voti delle giurie dati durante la finale loro dedicata; è stato ufficializzato che tutti i portavoce avrebbero annunciato i loro voti in inglese, tranne Francia, Svizzera e Belgio e il punteggio massimo del Regno Unito che avrebbero fatto il loro annuncio in francese. L'ordine inizialmente stabilito ed i portavoce sono stati:
1. Montenegro: Andrea Demirović (Rappresentante dello stato all'Eurovision Song Contest 2009)
2. Malta: Julia Zahra
3. Finlandia: Krista Siegfrids (Rappresentante dello stato all'Eurovision Song Contest 2013)
4. Grecia: Helena Paparizou (Rappresentante dello stato all'Eurovision Song Contest 2001 come membro del duo Antique e vincitrice dell'Eurovision Song Contest 2005)
5. Portogallo: Suzy (Rappresentante dello stato all'Eurovision Song Contest 2014)
6. Romania: Sonia Argint Ionescu (Portavoce anche nell'edizione precedente)
7. Bielorussia: Teo (Rappresentante dello stato all'Eurovision Song Contest 2014)
8. Albania: Andri Xhahu (Portavoce dello stato dall'Eurovision Song Contest 2012)
9. Moldavia: Olivia Fortuna (Portavoce anche nell'edizione precedente)
10. Azerbaigian: Tural Asadou
11. Lettonia: Markus Riva
12. Serbia: Maja Nikolić
13. Estonia: Tanja (Rappresentante dello stato all'Eurovision Song Contest 2014)
14. Danimarca: Basim (Rappresentante dello stato all'Eurovision Song Contest 2014)
15. Svizzera: Laetitia Guarino
16. Belgio: Walid
17. Francia: Virginie Guilhaume
18. Armenia: Lilit Muradyan
19. Irlanda: Nicky Byrne (Rappresentante dello stato all'Eurovision Song Contest 2016)
20. Svezia: Mariette Hansson
21. Germania: Barbara Schöneberger
22. Australia: Lee Lin Chin
23. Repubblica Ceca: Daniela Písařovicová
24. Spagna: Lara Siscar
25. Austria: Kati Bellowitsch (Portavoce dall'Eurovision Song Contest 2011)
26. Macedonia: Marko Mark
27. Slovenia: Tinkara Kovač (Rappresentante dello stato all'Eurovision Song Contest 2014)
28. Ungheria: Csilla Tatár
29. Regno Unito: Nigella Lawson
30. Georgia: Natia Bunturi
31. Lituania: Ugnė Galadauskaitė
32. Paesi Bassi: Edsilia Rombley (Rappresentante dello stato all'Eurovision Song Contest 1998 e 2007)
33. Polonia: Cleo (Rappresentante dello stato all'Eurovision Song Contest 2014)
34. Israele: Ofer Nachshom (Portavoce dall'Eurovision Song Contest 2009)
35. Russia: Dmitry Shepelev
36. San Marino: Valentina Monetta (Rappresentante dello stato all'Eurovision Song Contest 2012, 2013, 2014 e 2017)
37. Italia: Federico Russo
38. Islanda: Sigridur Halldorsdottir
39. Cipro: Loukas Hamatsos
40. Norvegia: Margrethe Røed

Durante la serata tre collegamenti video sono stati posticipati a causa di problemi tecnici.